# Yolande de Polastron
Yolande Martine Gabrielle de Polastron, duquesa de Polignac (8 de septiembre de 1749-9 de diciembre de 1793), fue amiga y favorita de la reina María Antonieta de Austria, a quien conoció cuando fue presentada en el Palacio de Versalles en 1775, un año después de que María Antonieta se convirtiese en reina de Francia. Considerada una de las mujeres más bellas de la sociedad prerrevolucionaria, su extravagancia y exclusividad le granjearon numerosos enemigos.

## Biografía

### Primeros años
Yolande nació el 8 de septiembre de 1749 en París, durante el reinado de Luis XV, hija de Jean François Gabriel, conde de Polastron y señor de Noueilles, Venerque y Grépiac, y de Jeanne Charlotte Hérault de Vaucresson. Como era costumbre en la aristocracia, la mayor parte de los miembros de la misma solían tener más de un nombre cristiano, siendo Yolande conocida generalmente por el último de sus nombres (Gabrielle). Perteneciente a una familia de antiguo linaje aristocrático, en la época en que nació Gabrielle su familia, pese a sus antepasados, se hallaba sumida en numerosas deudas, motivo por el que su estilo de vida estaba desprovisto de los lujos correspondientes a su clase social. Durante su infancia, los padres de Gabrielle se trasladaron al Castillo de Noueilles, una propiedad familiar ubicada en Languedoc, al sur de Francia. La madre de Gabrielle falleció cuando esta tenía tres años, siendo su cuidado encomendado a una tía suya, quien dispuso que la pequeña fuese educada en un convento.
A los dieciséis años de edad, Gabrielle fue prometida a Jules François Armand, conde de Polignac y marqués de Mancini, con quien contrajo matrimonio el 7 de julio de 1767. La familia Polignac, la cual poseía un linaje similar al de la familia de Gabrielle, también sufría estrecheces económicas. Al momento del enlace, Jules se encontraba sirviendo en el primer regimiento de dragones, percibiendo un salario anual de 4.000 libras. A los pocos años de matrimonio, Jules y Gabrielle tuvieron dos hijos: Aglaé y Armand. Varios años después el matrimonio tendría otros dos hijos: Jules, príncipe de Polignac (quien se convertiría en primer ministro de Francia bajo el reinado de Carlos X), y Camille.

### Apariencia

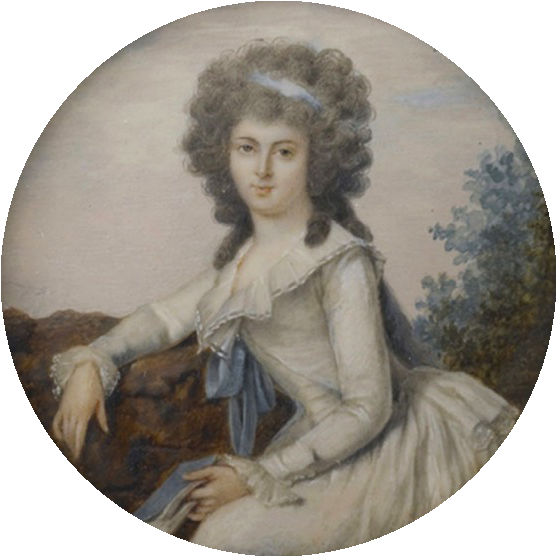
Miniatura de la duquesa de Polignac (anónimo)

Múltiples retratos muestran a Gabrielle como una mujer físicamente atractiva. Un historiador declaró que en los retratos elaborados por Vigée-Lebrun, Gabrielle generalmente lucía como una «fruta cosechada y deliciosa». Tenía el cabello oscuro, la piel blanca y pálida y, algo muy inusual en aquel entonces, los ojos de color lila o violeta.
Basándose en registros contemporáneos, Antonia Fraser ha resumido su apariencia física en los siguientes términos:

Su particular frescura de apariencia [daba] una impresión de «naturalidad absoluta»... Con su nube de pelo oscuro, sus grandes ojos, su pulcra nariz y bonitos dientes perlados, era generalmente comparada con una Madonna de Rafael.

### Versalles
Cuando su cuñada Diane de Polignac la invitó al Palacio de Versalles, Gabrielle acudió con su esposo, siendo ambos presentados en una recepción formal en la Galería de los Espejos en 1775, donde conoció a la reina María Antonieta, quien se sintió gratamente impresionada por ella, invitándola a residir permanentemente en Versalles. El coste que se debía asumir para poder residir en el palacio era demasiado elevado para la familia Polignac, por lo que Gabrielle replicó que su esposo no disponía del dinero suficiente para poder vivir en Versalles. Decidida a mantener junto a ella a la que acabaría convirtiéndose en su nueva favorita, la reina dispuso liquidar la mayor parte de las deudas de la familia (400 000 libras) así como encontrar un puesto para el esposo de Gabrielle, quien obtuvo para su familia y para sí misma toda clase de favores. En 1779 consiguió que Luis XVI dotase a su hija Aglaé con 80 000 libras, suma considerable e insólita en aquel entonces, puesto que las dotes que concedía el rey no solían sobrepasar la cifra de 8000 libras. El resto de la familia Polignac gozó igualmente del favor de la reina: el abad de Polignac recibió la sede de Meaux, mientras que Diane de Polignac, pese a su pésima reputación, obtuvo el puesto de superintendente del palacio de Madame Isabel, hermana del rey. El afecto de María Antonieta por Gabrielle llegó a ser tan grande que ordenó que su corte se trasladase a La Muette para poder visitar a su amiga durante su embarazo.
Una vez instalada en el palacio, cerca de los apartamentos de la reina, Gabrielle se ganó también la amistad del hermano más joven del rey, el conde de Artois, así como la aprobación del propio Luis XVI, quien se mostró agradecido con Gabrielle por la tranquila influencia que ejercía sobre María Antonieta, alentando la amistad entre ambas. La influencia de Gabrielle provocó, no obstante, el resentimiento de otros miembros de la corte, particularmente del confesor y consejero político de la reina, el conde de Mercy. En una carta dirigida a la madre de María Antonieta, la emperatriz María Teresa de Austria, el conde escribió:

Es casi inexplicable que en tan poco tiempo, el favor real haya traído tan abrumadoras ventajas a una familia.

Carismática y hermosa, Gabrielle se convirtió en líder indiscutible del exclusivo círculo de la reina, asegurándose de que nadie pudiese acceder al mismo sin su autorización y siendo considerada por muchas de sus amistades como una mujer elegante, sofisticada, encantadora y divertida.
Toda la familia Polignac se benefició considerablemente de la enorme generosidad de la reina, si bien el incremento de su riqueza y su extravagante estilo de vida supusieron una ofensa para muchas familias aristocráticas, quienes vieron su influencia en la corte seriamente resentida. El favoritismo de María Antonieta para con la familia Polignac contribuyó a la impopularidad de la reina entre los ciudadanos y los miembros de la nobleza liberal. En 1780, Jules obtuvo el título de duque de Polignac, lo que convirtió a Gabrielle en duquesa, provocando este acontecimiento un mayor grado de irritación y ofensa en la corte. A finales del mismo año, miles de panfletos pornográficos afirmaban que la duquesa de Polignac y la reina eran amantes. Pese a no existir evidencias que apoyasen tales acusaciones, las mismas provocaron un daño inconmensurable al prestigio de la monarquía, existiendo desde hacía tiempo sospechas de prácticas homosexuales entre la aristocracia por parte de la burguesía y la clase trabajadora.
Un gran número de historiadores han sugerido que el estilo de vida extravagante de Gabrielle fue exagerado, indicando que durante sus catorce años en Versalles, la duquesa había gastado aproximadamente la misma cantidad de dinero que Madame de Pompadour, amante de Luis XV, en apenas un año. Otros autores han sugerido, no obstante, que hasta cierto punto Gabrielle era merecedora de una reputación negativa debido a que, pese a las inexactitudes en lo relativo a las afirmaciones sobre su sexualidad, existían críticas hacia su persona completamente válidas y plausibles: la duquesa era de naturaleza fría, calculadora y egoísta, enmascarando su pasión por el cotilleo y la intriga tras un tono de voz dulce y un comportamiento educado. Esta tesis es defendida por el autor y biógrafo Stefan Zweig, quien escribió al respecto:

Ni siquiera la Maintenon o la Pompadour han costado más que esta favorita de ojos angelicalmente bajos, que esta tan modesta y bondadosa Polignac. Los que no son arrebatados por el torbellino contemplan, se asombran y no comprenden la ilimitada condescendencia de la reina, que deja que abuse de su nombre regio, de su posición y de su reputación aquella parentela indigna, aprovechada sin valor alguno. [...] Categorías y títulos, destinos y pensiones, únicamente los confiere en Francia la mano de la reina, y esta mano la guía invisiblemente la mujer de ojos de violeta, la bella y dulce Polignac.

### Gobernanta de los Infantes Reales

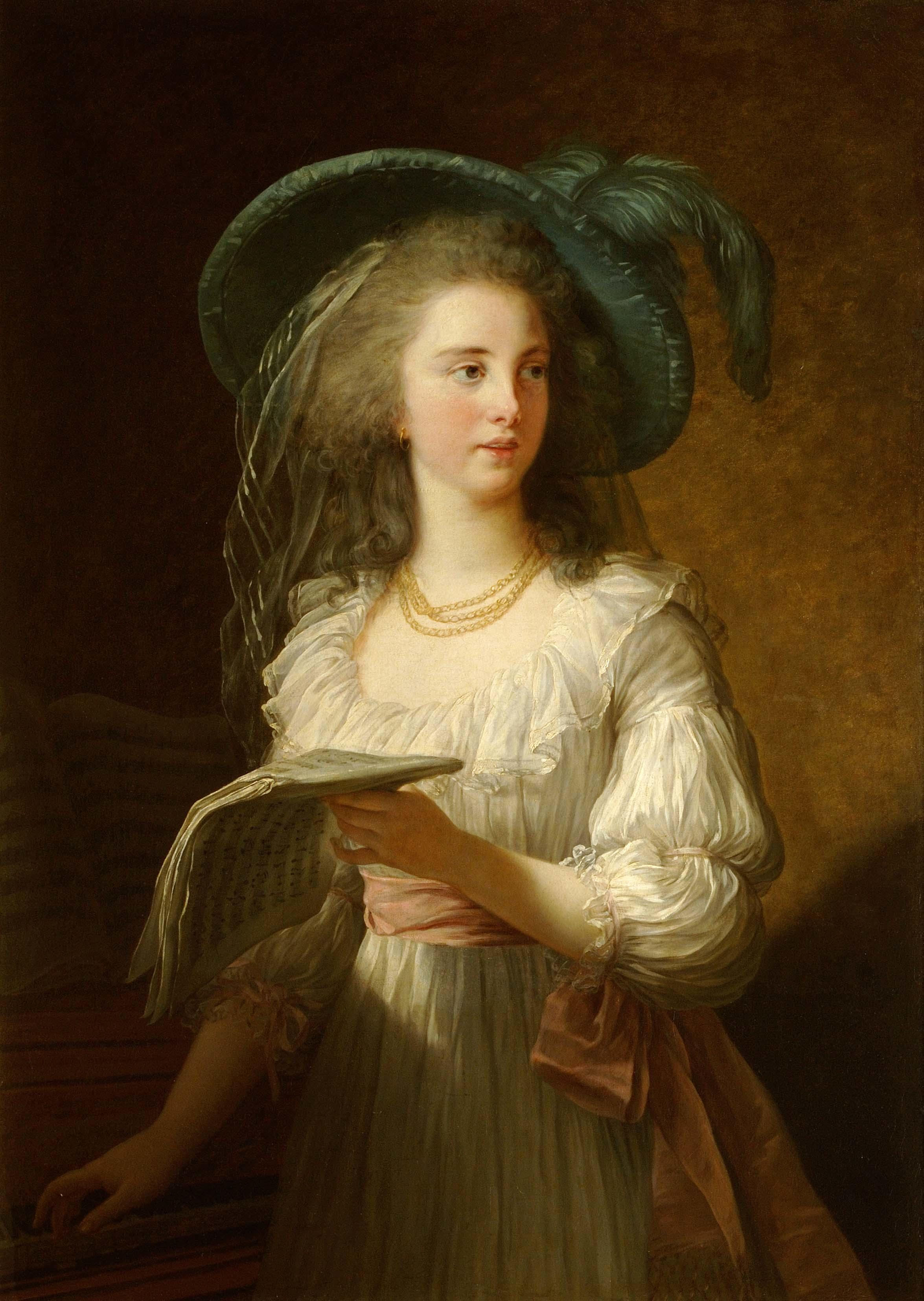
Retrato de la duquesa de Polignac, por Vigée-Lebrun (1783)

En 1782, la gobernanta de los Infantes Reales, la princesa de Guéméné, se vio obligada a renunciar a su puesto como consecuencia del escándalo causado por la bancarrota de su esposo, siendo reemplazada por la duquesa de Polignac bajo órdenes de la reina. Este nombramiento provocó una gran ofensa en la corte debido a que se consideraba que el estatus social de Gabrielle no era lo suficientemente elevado como para ocupar un puesto de tal magnitud.
Como resultado de su nueva posición en la corte, Gabrielle obtuvo un apartamento compuesto por trece habitaciones en el palacio, lo cual se hallaba dentro de los límites aceptables de la estricta etiqueta de Versalles, si bien las dimensiones de dicho apartamento no tenían precedentes teniendo en cuenta la sobrepoblación existente en el palacio y el hecho de que las anteriores gobernantas habían dispuesto de apartamentos de no más de cuatro o cinco habitaciones. Sumado a lo anterior, la duquesa gozaba de su propia cabaña en la aldea de la reina, refugio pastoral de María Antonieta construido en los terrenos del Petit Trianon en la década de 1780.
El matrimonio de los duques de Polignac fue cordial aunque no exitoso, siendo típico en aquel entonces los matrimonios previamente acordados. Durante muchos años Gabrielle estuvo, al parecer, enamorada del capitán de la guardia Joseph Hyacinthe François de Paule de Rigaud, conde de Vaudreuil, si bien varias de sus amistades lo consideraban demasiado dominante y vulgar para el tipo de ambiente elitista en el que se desenvolvía la duquesa, lo que no impidió que en Versalles corriese el rumor de que Vaudreuil era el padre del hijo más joven de Gabrielle. No obstante, la naturaleza exacta de la relación entre la duquesa y el conde ha sido objeto de debate por parte de algunos historiadores, quienes dudan que dicha relación fuese de carácter sexual. Pese a las afirmaciones de que ambos eran amantes, Gabrielle no dudaba en distanciarse de Vaudreuil cada vez que sentía que su propia posición social peligraba por el disgusto que la reina sentía hacia el conde, quien no obstante había recibido de parte de María Antonieta un salario de 30 000 libras anuales así como el cargo honorífico y lucrativo de Gran Halconero de Francia. Apenas existen en la actualidad cartas entre ambos, quienes posiblemente no estaban tan unidos como para escribirse con frecuencia o tal vez tuvieron la precaución de enmascarar su relación por razones políticas. Existe también la posibilidad de que ellos mismos u otras personas destruyesen dicha correspondencia por motivos de seguridad.

### Inglaterra
Posiblemente debido al intenso desprecio de María Antonieta hacia el conde de Vaudreuil, a quien encontraba ordinario e irritante, la influencia de Gabrielle sobre la reina empezó a debilitarse después de 1785, tras el nacimiento del segundo hijo varón de la reina. Dicho distanciamiento entre ambas pudo haberse producido, según Madame Campan, por la decisión de María Antonieta de abandonar toda intención de mostrar conformidad con el conde después de que este rompiese uno de sus tacos de billar realizados en marfil durante una fiesta celebrada en los apartamentos de la duquesa de Polignac. La reina empezó a experimentar un sentimiento de insatisfacción hacia sus favoritos, especialmente debido al apoyo que estos mostraban a políticos a los que ella despreciaba, llegando María Antonieta a confiar a Madame Campan que estaba «sufriendo insatisfacción aguda» hacia el clan Polignac. Al respecto, Campan escribió:

Su Majestad me observó que cuando un soberano alza a sus favoritos en su corte alza déspotas contra ella.

Finalmente, Gabrielle empezó a sentir la disconformidad de la reina para con ella, motivo por el que decidió visitar a varias de sus amistades en Inglaterra, particularmente a Georgiana Cavendish, duquesa de Devonshire, quien era la líder indiscutible de la alta sociedad londinense además de una de las amigas más cercanas de Gabrielle. Durante su estancia en Inglaterra, la duquesa de Polignac se ganó el apodo de «Little Po» («Pequeña Po») debido a su delicada constitución.

### Revolución

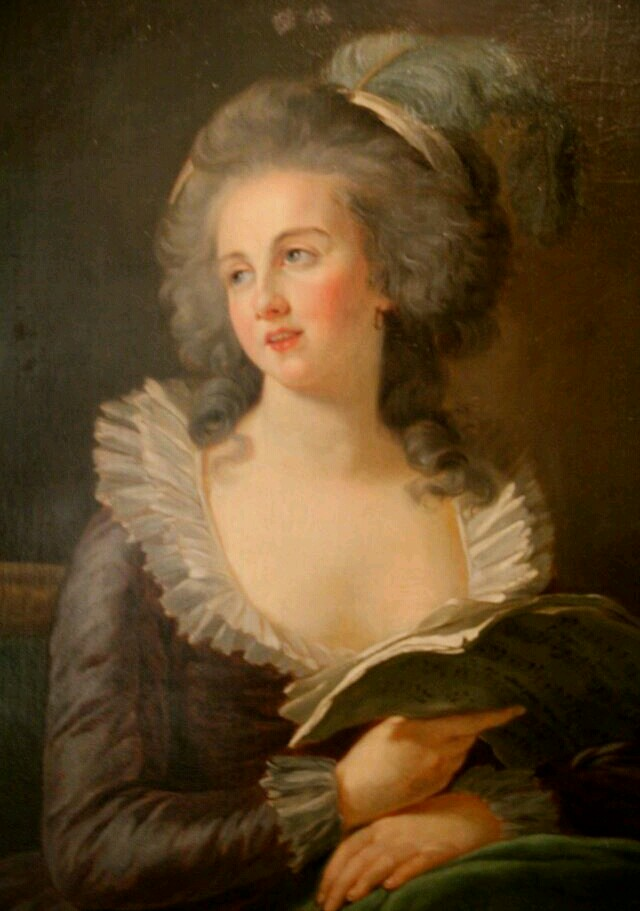
Retrato de la duquesa de Polignac, por Vigée-Lebrun (1787)

En los meses previos a la toma de la Bastilla en julio de 1789, la duquesa y la reina volvieron a acercarse. Políticamente, Gabrielle y sus amistades mostraron su apoyo al movimiento ultramonárquico en Versalles, adquiriendo la duquesa un destacado papel en las intrigas realistas a medida que avanzaba el verano y aliándose con su amigo el conde de Artois.
El político y diplomático Marc Marie, marqués de Bombelles, fue testigo del trabajo llevado a cabo por Gabrielle con el fin de proponer duras represalias contra la revolución emergente. Junto con el barón de Breteuil y el conde de Artois, Gabrielle persuadió a María Antonieta de conspirar contra el popular ministro de finanzas Jacques Necker. No obstante, sin apoyos militares suficientes para poder hacer frente a una insurrección, la destitución de Necker provocó violentos disturbios en París los cuales culminaron en el ataque contra la fortaleza de la Bastilla el 14 de julio, tras lo cual todos los miembros de la familia Polignac partieron al exilio. Bajo órdenes de Luis XVI, el conde de Artois abandonó Francia al igual que Breteuil, mientras que Gabrielle huyó con su familia a Suiza, donde siguió manteniendo contacto con la reina mediante correspondencia. Tras la partida de la duquesa, el cuidado de los hijos de los monarcas fue confiado a la marquesa de Tourzel.

### Exilio y muerte
Tras su marcha de Francia, Gabrielle y su familia llevaron una vida nómada viajando de un lugar a otro. Gracias a la correspondencia que mantuvo con la reina se pueden establecer sus distintos lugares de residencia. La familia Polignac vivió en Suiza, Turín, Roma y Venecia, donde la duquesa asistió a la boda de su hijo en marzo de 1790, trasladándose a Viena en 1791. Gabrielle se hallaba presente, según informes, en los Países Bajos Austríacos cuando se produjo la fuga de Varennes, mientras que en julio de 1791 la duquesa destacó por ser una de las mujeres extravagantemente vestidas que asistieron a la corte de los emigrados del conde de Provenza en Coblenza. Esta corte se disolvió tras la batalla de Valmy en 1792, regresando Gabrielle a Austria, donde murió en 1793. 
La duquesa había desarrollado una enfermedad terminal durante su estancia en Suiza, si bien había estado sufriendo problemas de salud desde hacía varios años, muriendo en diciembre de 1793, poco después de tener conocimiento de la ejecución de María Antonieta. Su familia simplemente anunció que la duquesa había muerto como resultado del sufrimiento por la muerte de la reina, si bien la mayor parte de los historiadores han llegado a la conclusión de que Gabrielle murió de cáncer, contradiciendo los informes realistas que sugerían la tuberculosis como alternativa. No se realizaron menciones específicas sobre la enfermedad de la duquesa en ninguno de los panfletos alegóricos los cuales mostraban al ángel de la muerte descendiendo para llevarse consigo el alma de Gabrielle, cuya belleza y muerte temprana fueron vistas como una metamorfosis de la caída del antiguo régimen.

## Representaciones en medios
La duquesa de Polignac tiene un papel importante en la película Marie Antoinette de Sofia Coppola.
La duquesa de Polignac es una de las antagonistas principales del manga y animé La Rosa de Versalles, de Riyoko Ikeda.